# Trachelas rayi
Trachelas rayi là một loài nhện trong họ Trachelidae.
Loài này thuộc chi Trachelas. Trachelas rayi được Eugène Simon miêu tả năm 1878.